# L’état c’est moi

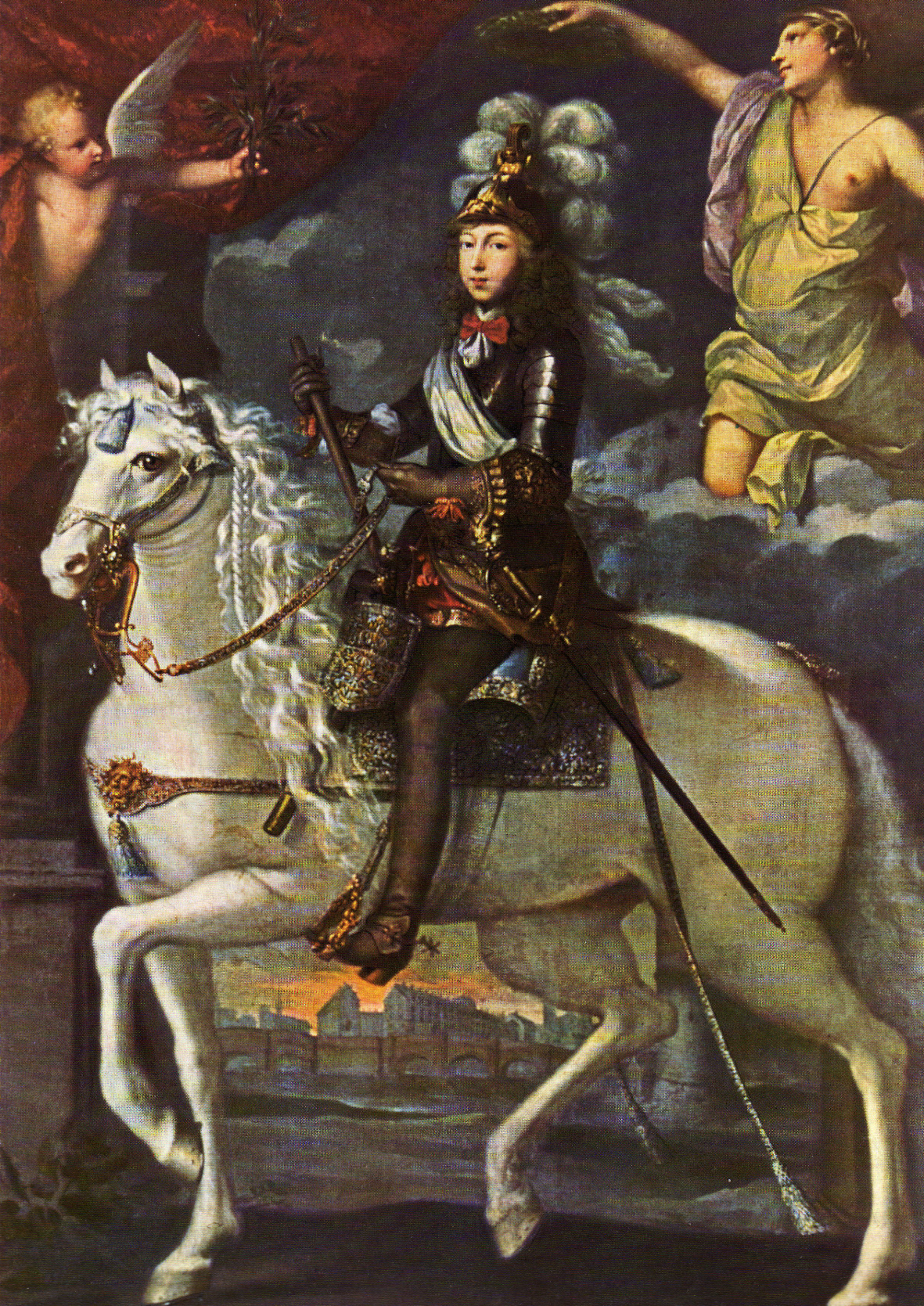
Людовик XIV

«Держава це я» або «L’état c’est moi» (фр.) — фраза, що її приписують королю Франції Людовику XIV, який сказав її 13 квітня 1655 р. в Паризькому парламенті, у відповідь на промову голови Сенату, який наголошував, що на першому плані є інтереси держави. 
Історик Жак-Антуан Дюлор у своїй «Histoire de Paris» писав, що король цим висловом перебив суддю, який у своєму виступі постійно використовував слова «король і держава». 
Слід нагадати що в той час йшла активна дискусія серед політичної еліти щодо першості королівської влади в контексті протистояння парламенту, який відстоював своє право оскаржувати (ветувати) укази короля, які були прийняті в Ложі справедливості (Lit de justice) 20 березня 1655 р. 
Деякі історики заперечують, що цей вислів фактично був виголошений Людовиком XIV, адже його нема в стенограмі засідання парламенту.
Відомо, що на смертному одрі Людовик XIV виголосив іншу фразу, сказавши: "Я вмираю, але Держава завжди залишиться"  ("Je meurs, mais l'État demeurera toujours").